# كوسكو لخطوط الشحن
شركة خطوط كوسكو للشحن المحدودة (بالصينية: 中远海运集运) هي شركة نقل صينية لنقل الحاويات. وواحدة من أكبر مشغلي حاويات الشحن في العالم. انطلقت في عام 2016 وهي شركة تابعة لشركة كوسكو القابضة للنقل البحري.

## نبذة

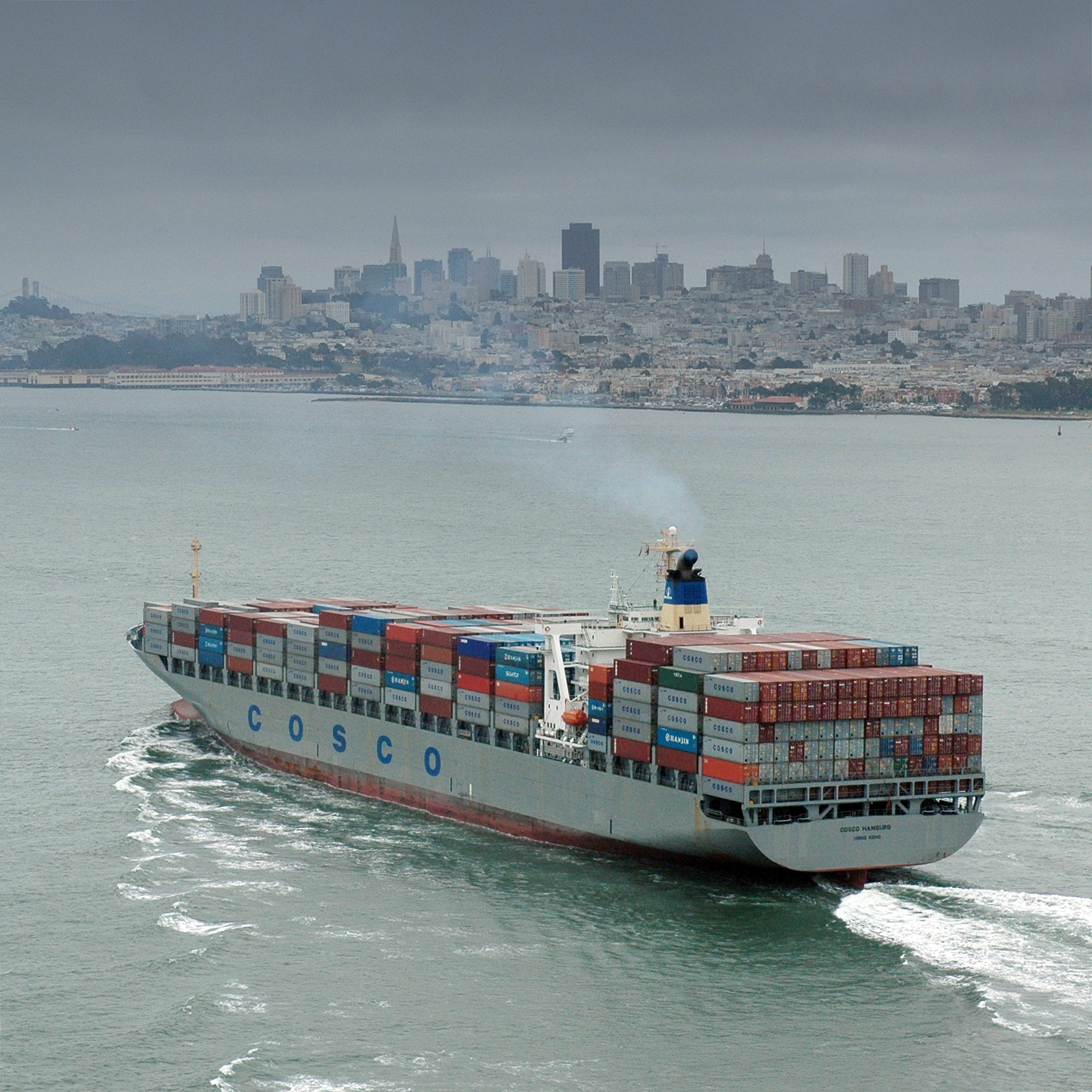
سفينة الحاويات "كوسكو هامبورغ" في سان فرانسيسكو بكاليفورنيا، عام 2007

أسست وزارة النقل في جمهورية الصين الشعبية في أبريل 1961 شركة المحيط للشحن البحري الصينية (كوسكو) كمشروع لنقل الشحن البحري المملوك للدولة ومقرها في بكين. وفي عام 1964 أنشأت شركة المحيط للشحن البحري الصينية (كوسكو) شركة تابعة لها في شنغهاي باسم كوسكو شنغهاي، والتي تخصصت لاحقًا في نقل الحاويات.
وفي عام 1978، في أول رحلة نقل حاويات دولية بواسطة شركة صينية قامت سفينة (إم في) "بينغ شيانغ تشنغ" التابعة لشركة كوسكو شنغهاي بنقل 162 وحدة مكافئة من ميناء شانغهاي إلى ميناء جاكسون بسيدني في أستراليا، بعد ذلك، بدأت كوسكو شنغهاي خدمة حاويات شهرية باستخدام سفينتين للنقل بسعة 200 وحدة مكافئة بين شنغهاي وميناء تيانجين إلى سيدني، وملبورن. وفي عام 1982 بدأت كوسكو شنغهاي خدمات نقل الحاويات العابرة للمحيط الهادئ بشكل منتظم، ولتصل في عام 1983 إلى موانئ أوروبا الغربية.
في عام 1994 في خطوة تهدف لإدارة عمليات الحاويات الخاصة بـكوسكو تشكلت شركة كوسكو لخطوط الحاويات المحدودة (كوسكون) بالتعاون مع الفروع الإقليمية مثل فرع شنغهاي. وفي نوفمبر 1997 دمجت كوسكون مع كوسكو شنغهاي لتصبح الشركة الوحيدة التابعة لكوسكو المختصة لنقل الحاويات. 
وفي العام ذاته، أسست الحكومة الصينية مؤسسة جديدة مملوكة للدولة تحت مسمى "مجموعة شحن الصين" إلى جانب شركة شحن بحري تابعة لها لتطوير الحاويات "سي إس سي إل" (CSCL). التي بدورها نجحت في تحقيق نموً سريعً في أعمالها وزادة من حصتها السوقية (من حيث سعة الحاويات القابلة للتعبئة) بنسبة 126٪ بين عامي 2000 و 2006م، وبحلول عام 2007م أصبحت تلك الشركة سادس أكبر شركة نقل حاويات في العالم من حيث سعة الأسطول.
في مارس 2016 اندمجت الشركة الأم لشركة كوسكون وهي "مجموعة كوسكو" مع الشركة الأم لشركة "سي إس سي إل" (CSCL)، حيث كانت الشركتين التابعتين للمجموعتين كانتا تشكلان أكبر وثاني أكبر شركات خطوط الحاويات في الصين. ونتيجة لها الاندماج استحوذت كوسكون على أصول "سي إس سي إل" وتم تغيير اسمها إلى شركة كوسكو للشحن البحري المحدودة. بينما استحوذت "سي إس سي إل" على الشركات التابعة لتأجير الحاويات لمجموعة شحن الصين ومجموعة كوسكو، وأصبحت شركة لتأجير الحاويات. 
تمتلك شركة كوسكو للشحن البحري المحدودة المشكلة حديثًا 502 سفينة حاويات بسعة 3.0 مليون وحدة مكافئة. على 255 مسارا دوليًا، وتتصل بـ 356 ميناء في 105 دولة.

## الأسطول
| تصنيف السفن   | سنة الصنع | السعة (وحدة مكافئة) | عدد السفن | ملاحظات                                                      |
| ------------- | --------- | ------------------- | --------- | ------------------------------------------------------------ |
| فئة غلوري     | 2011-2012 | 13,114              | 8         | عقد إيجار طويل الأجل من شركة سي سبان (Seaspan Corporation)   |
| فئة ستار      | 2011-2012 | 14,074              | 8         | صُنعت في الأصل لشركة شحن الحاويات الصينية (CSCL)              |
| فئة غلوب      | 2014-2015 | 18,982              | 5         | صُنعت في الأصل لشركة شحن الحاويات الصينية (CSCL)              |
| فئة بلجيم     | 2013-2014 | 13,386              | 8         |                                                              |
| فئة هيمالايا  | 2017-2018 | 14,566              | 5         |                                                              |
| فئة بيوني     | 2018-2019 | 13,800              | 8         | صُنعت في الأصل لشركة شحن الحاويات الصينية (CSCL)              |
| فئة كونستليشن | 2018-2019 | 19,237-20,119       | 11        |                                                              |
| فئة يونيفرس   | 2018-2019 | 21,237              | 6         | صُنعت في الأصل لشركة شحن الحاويات الصينية (CSCL)              |
| فئة برازيل    | من 2023   | 14,092              | 6         | سيتم بناؤها من قبل شركة كوسكو لصناعات الشحن الثقيلة (يانجزو) |
|               | من 2023   | 16,180              | 4         | سيتم بناؤها من قبل شركة كوسكو لصناعات الشحن الثقيلة (يانجزو) |
|               | من 2023   | 23,000              | 6         | سيتم بناؤها من قبل شركة كوسكو لصناعات الشحن الثقيلة (يانجزو) |
|               | من 2023   | 15,000              | 9         | سيتم بناؤها من قبل شركة كوسكو لصناعات الشحن الثقيلة (يانجزو) |
|               | من 2027   | 24,000              | 5         | شركة داليان كوسكو لهندسة السفن                               |

## روابط خارجية
- الموقع الرسمي